# Janów (powiat puławski)
Janów – wieś w Polsce położona w województwie lubelskim, w powiecie puławskim, w gminie Puławy.
W latach 1975–1998 miejscowość należała administracyjnie do województwa lubelskiego.
Wieś stanowi sołectwo gminy Puławy. Według Narodowego Spisu Powszechnego z roku 2011 wieś liczyła 337 mieszkańców.
Wierni Kościoła rzymskokatolickiego należą do parafii św. Józefa Oblubieńca w Zarzeczu.
Wieś jest położona przy trasie Puławy-Zwoleń. Pod koniec XIXw. odkryto tu: ślady pobytu człowieka pochodzące sprzed 50 tysięcy lat, ze starszej epoki kamienia - paleolitu. Znaleziono ślady miejsca postoju grupki koczowniczych myśliwych. Zachowały się cztery paleniska z rozrzuconymi wokół wyrobami z krzemienia potupanymi kośćmi mamuta, nosorożca włochatego, bizona i dzikiego konia. na terenie folwarku w Pachnowoli, a jej nazwa pochodzi prawdopodobnie od imienia pierwszego osadnika-Jana. Wśród osiedlających się było wielu kolonistów niemieckich, przenoszących się tutaj z Leokadiowa. Niektóre rodziny uległy spolszczeniu, pozostałe po odzyskaniu przez Polskę niepodległości w 1918 r opuściły wieś. 
W czasie walk na przyczółku puławskim w latach 1944-1945 wioska znajdowała się na pasie frontowym niemiecko-radzieckim, przedzielającym wieś na połowę. Strona niemiecka została kompletnie zniszczona, części mieszkańców udało się przedostać na stronę radziecką. 
Po wojnie w 1973 r. wybudowano w Janowie tartak. Od 1990 r. zaczęło przybywać tu wiele mieszkańców i nastapił rozkwit miejscowości.